# Бебони
Бебони (фр. Béboni) — деревня и супрефектура в Чаде, расположенная на территории региона Восточный Логон. Входит в состав департамента Нья.

## Географическое положение
Деревня находится в южной части Чада, к востоку от реки Западный Логон, на высоте 508 метров над уровнем моря.
Населённый пункт расположен на расстоянии приблизительно 401 километра к юго-востоку от столицы страны Нджамены.

## Население
По данным официальной переписи 2009 года численность населения Бебони составляла 21 095 человек (10 412 мужчин и 10 683 женщины). Население супрефектуры по возрастному диапазону распределилось следующим образом: 54 % — жители младше 15 лет, 42,7 % — между 15 и 59 годами и 3,3 % — в возрасте 60 лет и старше.

## Транспорт
Ближайший аэропорт расположен в городе Доба.